# Wick St. Lawrence
Wick St. Lawrence is een civil parish in het bestuurlijke gebied North Somerset, in het Engelse graafschap Somerset met 1331 inwoners.